# Elección presidencial de Alemania Occidental de 1969
El 5 de marzo de 1969, la Asamblea Federal eligió al  Ministro Federal de Justicia Gustav Heinemann como tercer Presidente Federal de Alemania. Fue candidato a propuesta del SPD (que contaba con 449 escaños en la Asamblea Federal). Poco antes de las elecciones, el FDP decidió (con 83 escaños), apoyarlo. El NPD (que contaba con 22 escaños) sufragó a favor del candidato de la CDU/CSU (que contaba con 482 escaños), el ministro de Defensa, Gerhard Schröder. 
Heinemann ganó en la tercera votación con 512 votos, sólo seis votos por delante de Schroeder, siendo el resultado más estrecho en una elección presidencial alemana. Heinemann se convirtió de esta manera en el único presidente federal que no fue elegido con una mayoría absoluta. No fue sino hasta 1994 y 2010, que hubo en las elecciones presidenciales de nuevo una tercera vuelta, en la que Roman Herzog y Christian Wulff, sin embargo, llegaron a la mayoría absoluta.
Heinemann habló después de la elección de un "pedazo de poder". Después de las elecciones federales del 28 de septiembre de 1969, se formó una coalición social-liberal del SPD y el FDP.
Las elecciones se llevaron a cabo en Berlín Oeste.

## Composición de la Asamblea Federal[1]
El Presidente es elegido por la Asamblea Federal integrada por todos los miembros del Bundestag y un número igual de delegados en representación de los estados. Estos se dividen proporcionalmente según la población de cada estado, y la delegación de cada estado se divide entre los partidos políticos representados en su parlamento a fin de reflejar las proporciones partidistas en el parlamento.
| Por Partido                 | Por Partido | Por Partido | Por estado        | Por estado |
| Partido                     | Partido     | Miembros    | Estado            | Miembros   |
| --------------------------- | ----------- | ----------- | ----------------- | ---------- |
|                             | CDU/CSU     | 482         | Bundestag         | 518        |
|                             | SPD         | 449         | Baden-Württemberg | 75         |
|                             | FDP         | 83          | Baviera           | 89         |
|                             | NPD         | 22          | Berlín            | 18         |
| Total                       | Total       | 1036        | Bremen            | 6          |
|                             |             |             | Hamburg           | 16         |
| Hesse                       | 46          |             |                   |            |
| Baja Sajonia                | 60          |             |                   |            |
| Renania del Norte-Westfalia | 145         |             |                   |            |
| Renania-Palatinado          | 31          |             |                   |            |
| Saarland                    | 10          |             |                   |            |
| Schleswig-Holstein          | 22          |             |                   |            |
| Total                       | 1036        |             |                   |            |

## Resultados[2]
| Candidato                                                                          | Apoyo político              | Primera vuelta | Primera vuelta | Segunda vuelta | Segunda vuelta | Tercera vuelta | Tercera vuelta |
| Candidato                                                                          | Apoyo político              | Votos          | %              | Votos          | %              | Votos          | %              |
| ---------------------------------------------------------------------------------- | --------------------------- | -------------- | -------------- | -------------- | -------------- | -------------- | -------------- |
| Gustav Heinemann                                                                   | SPD, FDP                    | 514            | 49.6           | 511            | 49.3           | 512            | 49.4           |
| Gerhard Schröder                                                                   | CDU/CSU, NPD                | 501            | 48.4           | 507            | 48.9           | 506            | 48.8           |
| Votos en blanco                                                                    | Votos en blanco             | 5              | 0.5            | 5              | 0.5            | 5              | 0.5            |
| Votos inválidos                                                                    | Votos inválidos             | 3              | 0.3            | 0              | 0              | 0              | 0              |
| Electores que no sufragaron                                                        | Electores que no sufragaron | 13             | 1.3            | 13             | 1.3            | 13             | 1.3            |
| Total                                                                              | Total                       | 1,036          | 98.75          | 1,036          | 98.75          | 1036           | 98.75          |
| Con estos resultados, Gustav Heinemann fue elegido Presidente Federal de Alemania. |                             |                |                |                |                |                |                |